# Хольвик
Хольвик или Холевик (норв. Holvik, Holevik или Holvika) — поселение на южной стороне острова Вогсёй в муниципалитете Вогсёй в губернии (фюльке) Согн-ог-Фьюране, Норвегия. 
Расположено в 3 километрах к юго-западу от города Молёй. В 2009 году население Хольвика составляло 336 человек.